# 2020 ve sportu
Toto je přehled sportovních událostí konaných v roce 2020.

## Atletika
- Mistrovství České republiky v atletice 2020
- Halové mistrovství České republiky v atletice 2020

## Cyklistika
- Mistrovství světa v silniční cyklistice 2020

### Grand Tour
- Giro d'Italia 2020
- Tour de France 2020
- Vuelta a España 2020

## Florbal
- Mistrovství světa ve florbale mužů 2020 – odloženo na 2021
- Mistrovství světa ve florbale žen do 19 let 2020 – odloženo na 2021
- Pohár mistrů 2020 – Muži:  Storvreta IBK, Ženy:  Täby FC
- Superliga florbalu 2019/2020 – předčasně ukončeno
- Extraliga žen ve florbale 2019/2020 – předčasně ukončeno

## Fotbal

### Evropské poháry
- Liga mistrů UEFA 2019/2020
- Evropská liga UEFA 2019/2020

### Národní ligy

#### Česko
- Fortuna:Liga 2019/2020
- Fortuna:Národní liga 2019/2020
- Česká fotbalová liga 2019/2020
- MOL Cup 2019/2020
- Divize A 2019/2020
- Divize B 2019/2020
- Divize C 2019/2020

## Lední hokej

### Svět
- Mistrovství světa v ledním hokeji 2020
- Mistrovství světa juniorů v ledním hokeji 2020

### Evropa
- Hokejová Liga mistrů 2019/2020

### Národní ligy

#### Česko
- Česká hokejová extraliga 2019/2020
- 1. česká hokejová liga 2019/2020
- 2. česká hokejová liga 2019/2020

## Motoristický sport
- Formule 1 v roce 2020
- Formule E 2019/2020

## Tenis

### Grand Slam
- Australian Open 2020
- French Open 2020
- US Open 2020

### Profesionální okruhy
- ATP Tour 2020
- WTA Tour 2020
- WTA 125K 2020